# 養魚大亨
《養魚大亨》（又稱《熱帶魚大亨》，英文：Fish Tycoon），是由Last Day of Work開發的一款模擬經營遊戲，在2004年至2006年為最暢銷的可下載遊戲之一。玩家扮演一位魚店老闆，必須培育和照顧數百條不同品種的魚，最終目標是尋找到7條魔法魚。

## 故事
這個遊戲的故事是在神秘島上有七條罕見、神奇的魔法魚，形成平衡，但有一天所有的魔法魚都消失了。因此，玩家交配跨品種的魚，重新找回魔法魚，回復神秘島昔日的輝煌。

## 玩法
玩家須培育、照顧水族館內的魚，幫助牠們成長。如果牠們生病，要使用藥品來治療。在養育的過程中，玩家可以購買藥品，也可以研究技術或投資廣告，幫助發現更罕見的品種，直到找到魔法魚。玩家必須靠出售店裡的魚來獲得資金。 這個遊戲以即時的方式執行，即使退出遊戲，小魚仍會長大，10分鐘便會長大1歲。

### 魔法魚
- Greenfin Spotanus：使怀孕的鱼可多生一條鱼。
- Spekled Leaffish：使鱼的饥饿度下降得慢點。
- Crimson Comet：治疗生病的鱼。
- Canary Fire-Arrow：售价极高，最高可以475元賣出[7]。
- Oriental Goldbulb：加速鱼的成长，隨機縮短生長需要的時間。[6]
- Orange Snooper：增加鱼的健康度。
- Wasp Grouper：使鱼发生基因突变。

## 評價
有玩家認為，《養魚大亨》沒有時間限制和壓力，真實性也十分出色。
Pcmag.com評定《養魚大亨》是一個令人驚訝的遊戲，有4分（滿分5分）的分數。。

## 獎項
《養魚大亨》曾取得多個獎項，如下：
- 家長選擇獎（2004年）
- 掌上電腦雜誌最佳軟件獎（2005年）